# Богданешть (Молдова)
Богданешть (рум. Bogdăneşti) — село в Молдові в Бричанському районі. Адміністративний центр однойменної комуни, до складу якої також входять села Безеда та Грімешть. Село розташоване на лівому березі річки Прут, неподалік від кордону з Румунією.
Переважна більшість населення є етнічними українцями. Згідно з переписом населення 2004 року у селі проживало 411 українців (80%).